# رينيه إنريكيز
رينيه إنريكيز (بالإنجليزية: René Enríquez)‏ هو ممثل أمريكي، ولد في 24 نوفمبر 1933 في نيكاراغوا، وتوفي في 23 مارس 1990 في الولايات المتحدة بسبب سرطان البنكرياس.

## أعمال

### أفلام
- (1974) هاري وتونتو

## وصلات خارجية
- رينيه إنريكيز على موقع IMDb (الإنجليزية)
- رينيه إنريكيز على موقع ألو سيني (الفرنسية)
- رينيه إنريكيز على موقع أول موفي (الإنجليزية)
- رينيه إنريكيز على موقع إن إن دي بي (الإنجليزية)
- رينيه إنريكيز على موقع قاعدة بيانات الفيلم (الإنجليزية)
- رينيه إنريكيز على موقع كينوبويسك (الروسية)